# Alois Dempf
Alois Dempf (* 2. Januar 1891 in Altomünster; † 15. November 1982 in Eggstätt) war ein katholischer Philosoph, der in der Zeit des Nationalsozialismus sich gegen das Regime wandte und ab 1938 mit einem Lehrverbot belegt worden war. Seine Arbeitsschwerpunkte waren die Wissenssoziologie des Mittelalters und die Kulturphilosophie.

## Leben

### Jugend – Krieg – Promotion
Dempf war der Sohn des Posthalters von Altomünster, der im Nebenerwerb eine kleine Landwirtschaft betrieb. Sein Großvater war Bürgermeister des Ortes gewesen, sein Onkel Theologe. Er wuchs in einem liberalen katholischen Umfeld auf und besuchte das Gymnasium in Schäftlarn und das Domgymnasium in Freising. Auf Rat eines Freundes seines Onkels befasste er sich schon zur Schulzeit mit der Lehre Herman Schells („Gott und Geist“) und begann daraufhin ein Studium der Philosophie in Innsbruck mit dem Ziel, Theologe zu werden. Die rein neuscholastische Ausbildung befriedigte ihn aber nicht, so dass er nach dem Philosophicum [der philosophischen Zwischenprüfung] das Fach wechselte und einem Wunsch seines Vaters entsprechend, ein Studium der Medizin in München begann. Im Jahr 1914 hatte er eine Art „Erweckungserlebnis“, das ihn wieder zurück zur Philosophie brachte. Im Rahmen seiner Beteiligung an der katholischen Jugendarbeit war bekannt, dass er sich für die Ideen Schells stark begeisterte. Eine kleinere, unveröffentlichte Arbeit gelangte an Hermann Platz, einen der Mitbegründer des Katholischen Akademikerverbandes. Dieser lud Dempf zu einem Treffen ehemaliger Schell-Schüler nach Düsseldorf ein. Im Hause der Familie Platz traf er so bedeutende Persönlichkeiten wie Paul Simon, Theodor Abele und Heinrich Brüning. Er hörte dort einen Vortrag von Hugo Paulus, der bei Schell promoviert hatte und danach in den Pfarrdienst gegangen war. Hierüber berichtete Dempf in einem Brief:

„Ich muss die stärksten Ausdrücke wählen, um das ganz einzigartige Erlebnis, das Düsseldorf für mich bedeutete, […] Dieser prächtige religiöse Charakterkopf Dr. Paulus, dank dem ich mich in ganz unmittelbarer Berührung mit dem dynamischen Katholizismus Schells kommen fühlte und den ich an den 2 Tagen wirklich lieben lernte!“

Der Kreis, mit dem Dempf von nun an über lange Jahre enge, freundschaftliche Kontakte pflegte, zählte sich zur Liturgischen Bewegung und stand dem Quickborn und den Tagungen auf Burg Rothenfels nahe, bei denen Dempf später auch als Referent auftrat.
Bei Ausbruch des Ersten Weltkriegs hatte er sieben Semester seines Medizinstudiums absolviert und wurde als Feldunterarzt an die Ostfront eingezogen. Während des Militärdienstes fand er genügend Zeit, sich ausführlich mit philosophischen Werken, insbesondere mit Platon, Kant, Fichte und Hegel zu befassen. Die besondere Bedeutung, die Thomas von Aquin für ihn gewonnen hatte beschrieb er in einem Brief an Platz im Jahr 1918:

„Aber alle Philosophen erreichten, und das ist ja nur natürlich, nur eine geistige, humanistische Einheit der Wertordnung, befriedigen also nur den intellektualistischen Seelentyp. Nur Thomas, der geradewegs vom Gottesbegriff ausgeht, scheint eine universale Einheit des Geisteslebens mit seinem Satz: omne ens naturaliter verum et bonum <et pulchrum?> [alles Sein ist von Natur aus wahr und gut (und schön?)], alles Wirkliche ist an sich vernünftig und wertvoll, erreicht zu haben und mit einem Lehrsatz, den ich vorläufig die transzendente Einheitslehre des Geistes bezeichnen möchte, daß nämlich der adäquate Gegenstand der einheitlichen Seelenkräfte in ihrer letzten Reinheit nur das Absolute ist, antikantianissime, mit der praktischen Bedeutung, daß die Seeleneinheit nur theozentrisch überhaupt zu erreichen ist. Aber gerade das steckt formal in einem noch jäheren Intellektualismus als selbst der Hegelsche ist.“

Nach Kriegsende setzte er sein Studium der Philosophie in München fort, heiratete die aus Westfalen stammende Mathematikerin Maria Theresia Jütte und bewirtschaftete zugleich die elterliche Landwirtschaft. Noch während des Studiums und kurz danach bekam das Paar zwei Töchter und einen Sohn. Bereits in der Studienzeit (ab 1919) schrieb Dempf einige Artikel für die Zeitschrift Hochland.
Im Jahr 1921 promovierte er in Philosophie bei Hans Meyer und Clemens Baeumker zum Thema Der Wertgedanke in der Aristotelischen Ethik und Politik. In dieser Arbeit versuchte Dempf eine Verknüpfung der Schelersschen Wertethik mit dem aristotelischen Denken. Seine ersten beiden Bücher in den Jahren 1924 und 1925 verfasste er noch in Altomünster, wobei er auf die Bibliothek des Klosters Scheyern zurückgriff. Das erste, Weltgeschichte als Tat und Gemeinschaft, ist eine erste Ausarbeitung seines systematischen Ansatzes einer Kulturphilosophie. In dem anderen Die Hauptform mittelalterlicher Weltanschauung, verwirklichte er zwei Aspekte, die ihn in Fachkreisen bekannt machten. Zum einen arbeitete er die Philosophie des Mittelalters, insbesondere die Patristik, intensiv auf, wodurch er sich bei den Mediävisten einen Namen machte. Zum anderen strukturierte er den Stoff angeregt durch Hegels Phänomenologie des Geistes und durch die typologischen Arbeiten von Max Weber und Scheler nach soziologischen Gesichtspunkten und gilt aufgrund dessen als Begründer der mittelalterlichen Wissenssoziologie.

### Bonn
In München lehnte der Nachfolger von Baeumker und Neuscholastiker Josef Geyser es ab, Dempf, der nicht mehr an der Universität tätig war, zu habilitieren. Dieser suchte daraufhin einen anderen Vertreter einer „christlichen Philosophie“ und fand mit Hilfe Platzes über dessen Freund Ernst Robert Curtius Zugang zu Adolf Dyroff, dem Bonner Inhaber eines Konkordatslehrstuhls. Das Thema der Habilitationsschrift, mit der Dempf am 26. Februar 1926 habilitiert wurde, lautete: Das Unendliche in der mittelalterlichen Metaphysik und in der Kantischen Dialektik. In dieser Arbeit stellte er Parallelen zwischen Augustinus und Kant fest, während er mit Thomas von Aquin ein strukturelles Miteinander von der apriorisch-transzendentalen und aposteriorisch-erfahrungsgemäßen Erkenntnisweise sah.
Mit der Habilitation erhielt Dempf die Möglichkeit, in Bonn als Privatdozent tätig zu werden, so dass die Familie 1926 nach Bonn umzog. Von Hermann Platz wurde er als Redakteur in die Herausgabe der Zeitschrift Abendland. Deutsche Monatshefte für europäische Kultur, Politik und Wirtschaft eingebunden. Diese von Platz begründete und als Gegengewicht zu nationalistischen Bestrebungen gedachte Zeitschrift „wurde zu einem Motor übernationaler Verständigung, vor allem der Versöhnung mit Frankreich“. Auf einer Tagung in Köln lernte Dempf 1925 den italienischen Antifaschisten Luigi Sturzo kennen, mit dem er sich befreundete und dessen Buch Italien und der Fascismus (Köln 1926) er übersetzte. Auf Sturzo geht eine eindringliche Warnung vor dem Abschluss eines Konkordats mit den Faschisten zurück. Dempf setzte sich persönlich gegen den Abschluss des Konkordats mit den Nationalsozialisten ein.

„Vor Abschluss des von Franz von Papen betriebenen deutschen Konkordats anno 34 fuhr ich mit dem engsten Freunde Brünings, Hermann Joseph Schmidt nach Rom, um dem Sekretär des Kardinalstaatssekretärs Pacelli, Professor Leiber, die Warnung von uns deutschen Antinazisten gründlich darzulegen. Drei Tage lang lief Leiber als Kurier von der Gregoriana in den Vatikan, leider erfolglos.“

Manfred Schröter und Alfred Baeumler, die Herausgeber des Münchner Handbuchs für Philosophie, beauftragten Dempf gleich mit drei Beiträgen. Als Spezialist für das Mittelalter schrieb er Die Ethik des Mittelalters (1927) und die Metaphysik des Mittelalters (1930). Darüber hinaus durfte er seinen systematischen Beitrag zur Kulturphilosophie (1932) in dem Sammelwerk darstellen. In der Zusammenschau der mittelalterlichen Ethik sah Dempf drei Grundmotive für ethisches Verhalten:

„Aber zuletzt stehen dann noch mindesten drei Gattungen ethischer Systematik vor uns, die symbolische Sittenlehre, die die Seele als mikrokosmisches Abbild des gesamten Universums sieht, dann die teleologische Systematik, die eine lebendige Einheit der natürlichen und übernatürlichen Lebensordnungen unter dem aristotelischen Vollendungsbegriff sucht, und zuletzt die metaphysische Ethik der deutschen Mystik, besonders Meister Eckarts, die die ethische Selbstvollendung als Gottesgeburt in der Seele mit dem gesamten zeitlosen Weltprozeß verbindet.“

In der Betrachtung der Metaphysik des Mittelalters vertrat Dempf die seinerzeit umstrittene Auffassung, dass die mittelalterliche Philosophie nicht als ein Verfallsprozess hin zur Spätscholastik zu betrachten sei, sondern dass in dem Weg über die Spätscholastik die Grundlagen des neuzeitlichen Denkens gelegt worden seien. Parallel zu den beiden Bänden für das Handbuch hatte Dempf an der Aufbereitung der Staatsphilosophie im Mittelalter gearbeitet und diese in seinem Buch „Sacrum Imperium“ 1929 veröffentlicht. Geschichte ist für ihn ein überindividueller Prozess der sich dialektisch in der Spannung zwischen Individuum und Gemeinschaft entwickelt. Der Gesamtzusammenhang ist dabei bestimmt durch den philosophisch erkannten und christlich offenbarten Gott, der wollend in das Geschehen eingreift. Der königliche Krönungsritus beinhaltet die Idee der Einheit von Kirche und Reich. Im Kampf um die Vorherrschaft entsteht aus dem Investiturstreit die Universität als Neutralisierung dieses Konfliktes, die zugleich auch dem entstehenden Bürgertum zu mehr Eigenständigkeit verhilft. Dempf vertrat eine geistesaristokratische Erklärung der Geschichte. Es ist nicht ein dunkler Zeitprozess, der die Geschichte bestimmt, sondern das politische und soziale Bewusstsein der geschichtlich bedeutenden Personen in ihrer Zeit.
In seiner Kulturphilosophie verwies Dempf auf zwei Grundeinsichten, die er bereits bei Platon gefunden hatte.
- Zum einen sind es die Ideen als zeitübergreifende Normen in der Logik und Mathematik, in der Ethik ebenso wie in der kosmischen Ordnung: „Und seitdem war es immer die klassische Lehre einer jeden wissenschaftlichen Politik und der zahllosen Abarten der Naturrechtslehren theologischer und philosophischer, konservativer und revolutionärer Art, daß über allen Orten des Eigeninteresses ein objektiver Standort der Vertretung der Gesamtheit des Gemeinwohls und des Gesamtwerks der Berufe zu finden sei, und alle Utopien haben immer wieder dieses Ideal der sozialen Gerechtigkeit zu einem absoluten und unveränderlichen zu machen versucht.“ (50)
- Auf ähnliche Weise waren für ihn die von Platon in der Politeia herausgearbeiteten Strukturelemente durch die gesamte Kultur- und Philosophiegeschichte wiederzufinden: „Die Grundlage der Kultureinheit ist in voller Klarheit von Platon erkannt worden, der auch ihr anthropologisches Gesetz schon durchschaut hat. Aus den drei Seelenvermögen gehen drei Charaktertypen des Geistmenschen, Willensmenschen und Triebmenschen hervor, denen die drei Tugenden Lehrstand, Wehrstand und Nährstand entsprechen. Er hat sogar schon erkannt, daß auch der Typus der Kultur wie etwa der griechischen, skythischen oder phönizischen durch das Vorwiegen eines Standes bestimmt ist, und hat als seine Formel der Kulturganzheit die soziale Gerechtigkeit angegeben, die rechte Ordnung der Stände zueinander, in der jeder Stand und jeder Einzelne das Seine tut. Die anthropologische und charakterologische Differenziertheit der Menschen ist der Ursprung der typischen Ständebildung. Die spezifischen menschlichen Hauptvermögen gestalten sich in den verschiednen Künsten der Menschen. Man kann diese älteste Einsicht der Kulturphilosophie nur verbessern in Einzelheiten.“ (135)

Von Hegel übernahm Dempf die Idee der Philosophie als eines ganzheitlichen Systems und der Geschichte als einem dialektischen, jedoch nicht schematischen Prozess. Der dialektische Dreischritt wird der Komplexität der Welt nicht gerecht und ist deshalb naiv. Die Vorstellung eines absoluten sich entäußernden Weltgeistes bei Hegel lehnte er ab. Die wahre Ganzheit gibt es nur in der absoluten Sphäre Gottes, der sich der Mensch in seiner Endlichkeit nur annähern kann. (131) Die Idee der Welt als einer organischen Einheit widerspricht der Vorstellung der individuellen Freiheit, die es nicht gäbe, wenn man die Geschichte als Manifestation des Weltgeistes auffasste. Die Individuen in der Welt bilden vielmehr ideale Einheiten im Rahmen ihrer jeweiligen Kulturen, deren Strukturen historisch-empirisch zu erforschen sind.

„Wenn im Kulturgebiet das Gesetz herrscht, dann gibt es keine Geschichte des Einmaligen, Positiven und Singularen, keine wahre Individuation. Wenn die Geschichtsphilosophie alten Stils den Versuch machte, Geschichte zur Wissenschaft zu erheben, indem sie den Fortgang der Geschichte zu einem gesetzlich bestimmten machen wollte, so hat sie tatsächlich den Charakter der Geschichte zerstört.“ (121)

Dempf wandte er sich gegen Monismen in der Interpretation der Geschichte, seien es der objektive Geist bei Hegel oder der dialektische Materialismus. Dabei entstünden Hypostasierungen entweder des Staates oder der Wirtschaft zu metaphysischen Entitäten. Ähnlich bei Spengler, wenn dieser die Geschichte allein unter dem Gesichtspunkt entstehender und absterbender „Kulturseelen“ betrachtet. So entstehen unter Begriffen wie „Wille zur Macht“, „Élan vital“ oder „Trieb- und Drangphantasie“ neue Götter. In Wahrheit muss man weltanschauungskritisch feststellen, dass weder die idealistische, noch die naturalistische Geschichtsmetaphysik geeignet sind, den regionalen Charakter der Herrschaft des Einmaligen in der Geschichte und damit die Freiheit und die individuelle Verantwortung zu erfassen. Dempf sah hingegen eine Strukturkonstanz auf der ontologischen Grundlage unveränderlicher Normen. Allerdings teilte er auch nicht Fichtes Vorstellung, dass Geschichte allein von den großen Persönlichkeiten geprägt wird. Diese „Geniokratie“ hat ihre Entsprechung im „Führerprinzip“ der faschistischen Kulturanschauung, auch wenn Fichtes ethische Autonomie dort durch das absolute Staatsprinzip verdrängt wird. (Kulturphilosophie 104)
Nach der Machtergreifung durch die Nationalsozialisten versuchte Dempf sich auf verschiedene Weise gegen die drohende Entwicklung einzusetzen. Dies war zum einen seine dringende Warnung vor dem Konkordat. Weiterhin hat er mit mehreren anderen beigetragen zu den Studien zum Mythus des 20. Jahrhunderts, einer auf die Anregung Karl Barths und Erik Petersons – beide kannte Dempf aus ihrer Tätigkeit in Bonn – entstandenen Gegenschrift gegen Rosenbergs Mythus. Hierin wird unter anderem die Widerlegung der Protokolle der Weisen von Zion dokumentiert. Druck und Verteilung an alle katholischen und evangelischen Pfarrer dieser mit einer Auflage von 200.000 Exemplaren breit verteilten Schrift erfolgte mit Hilfe des Kirchenhistorikers Wilhelm Neuß sowie des Bischofs Graf Galen, des für seine Opposition gegen den Nationalsozialismus bekannten späteren Kardinals aus Münster.
Eine dritte Aktion aus dem Jahr 1934 war die Schrift Die Glaubensnot der deutschen Katholiken, die Dempf unter dem Pseudonym Michael Schäffler verfasste. In dieser Kampfschrift analysiert er die totalitären Mechanismen der nationalsozialistischen Weltanschauung und drängt die offizielle Kirche, sich wie die Bekennende Kirche gegen die neuen Machthaber zu stellen. Der Druck erfolgte in der Schweiz, nachdem Karl Barth das Papier bei seinem Umzug über die Grenze geschmuggelt hatte.
Ein Affront gegen Rosenberg war die ebenfalls 1934 erschienene Einführung zu Meister Eckart, in der Dempf jegliche pantheistischen Interpretationsmöglichkeiten ablehnte und damit die Einstufung Eckarts als nordistischen Vordenker ad absurdum führte. Das Buch über Kierkegaard ist zugleich eine kritische Auseinandersetzung mit der dialektischen Theologie Barths. Die Religionsphilosophie (1937) enthält eine Verknüpfung mit Dempfs Kultur- und Geschichtsphilosophie. Nachdem seine Kulturphilosophie 1934 ins Spanische übersetzt worden war, wurde er 1935 zu einem Vortrag nach Santander eingeladen, wo er einen Vortrag über deutsche Soziologie hielt. Hier befreundete er sich mit dem spanischen Philosophen Juan Zaragüeta. Für 1936 war ein Vortrag über die spätscholastische spanische Staatsrechtslehre geplant, der jedoch wegen des Spanischen Bürgerkriegs nicht zustande kam. Die Vorbereitung verwertete Dempf in einer Arbeit über Christliche Staatsphilosophie in Spanien (1937). Dieses Buch wie auch seine Beiträge zum Handbuch der Philosophie wurden ins Spanische übersetzt. Im Jahr 1938 erschien eine kleine Schrift zur christlichen Philosophie, die sich an Laien wandte und der durch den Verlag der Bonner Buchgemeinschaft eine Auflage von 20.000 gesichert war.

### Wien und München
Nachdem Versuche, eine Professur in Bonn oder Breslau zu erhalten, trotz eines jeweils positiven Votums durch Erich Rothacker am Einspruch Rosenbergs scheiterten, war es Dempf willkommen, als er 1937 auf Anregung der Ethnologen Wilhelm Schmidt (SVD) und Wilhelm Koppers (SVD) einen Ruf auf den Lehrstuhl von Moritz Schlick nach Wien erhielt. Hier lehrte er zwei Semester und hatte gute Beziehungen unter anderen mit Eric Voegelin und Karl und Charlotte Bühler. Unmittelbar nach dem Anschluss Österreichs verlor Dempf 1938 seine Lehrbefugnis. Er hatte verschiedene Angebote ins Ausland zu gehen, doch er entschied sich für die innere Emigration und arbeitete in den sieben Jahren an einer systematischen Philosophiegeschichte. Eine zusammenfassende Darstellung dieser weitgehend unveröffentlichten Arbeiten erschien 1947 unter dem Titel Selbstkritik der Philosophie. Während des Krieges veröffentlichte Dempf noch eine kleine Biographie über den Kirchenhistoriker Albert Ehrhard, den er aus dem Schell-Kreis kannte.
Nach dem Ende des Zweiten Weltkrieges erhielt Dempf seinen Lehrstuhl in Wien zurück. Dort war Ernst Topitsch sein Assistent. Dempf beteiligte sich als Mitherausgeber an der Zeitschrift Wissenschaft und Weltbild. Einen Ruf nach Köln lehnte er ab, wechselte jedoch 1948 auf einen Lehrstuhl an der Universität München, wo er eng mit Aloys Wenzl und Helmut Kuhn in Kontakt stand.
Von 1950 bis 1960 war Dempf der Herausgeber des Philosophischen Jahrbuchs der Görres-Gesellschaft. Seit 1955 gehörte er dem Wissenschaftlichen Beirat der Sachbuchreihe Rowohlts deutsche Enzyklopädie an. Zudem wurde er Mitglied der Bayerischen Akademie der Wissenschaften.
Die in der Münchener Zeit veröffentlichten Schriften Dempfs dienen vor allem Vertiefungen seiner bisherigen Philosophie. In der Theoretischen Anthropologie knüpfte er dabei an die Arbeiten Jakob von Uexkülls an.

„Die menschliche Geistseele des Erkennens, Wollens und Fühlens, schon nach Aristoteles, ist von den christlichen Denkern durch den Personenbegriff ergänzt worden. Das Selbstsein hat seine Vorstufe in der tierischen Individualität durch die Partnerschaft mit Artgenossen und Abwehr der Feinde, durch das Aug’ in Auge sehen, Gegenüberstehen und Bewegungen verfolgen. Der Schematismus dieser Partnerschaft nach oben und unten, rechts und links, an und ab, hin und her wird logisch ausgedrückt in der Sprache des selbstbewußten Menschen.“

Das Buch Die Einheit der Wissenschaft (1955) verstand Dempf als eine strukturierte Darstellung der Wissenschaften in ähnlicher Weise wie Hegel dies in seiner „Enzyklopädie“ tat. Die Kritik der historischen Vernunft (1957) ist eine Gegenüberstellung von Geistes- und Rechtswelten in ihren theoretischen, praktischen und poietischen Formen und die Strukturierung der abendländischen Zeitalter unter diesen Gesichtspunkten. Die unsichtbare Bilderwelt (1959) beschrieb Dempf als „Kontrollversuch“ durch Anwendung seiner Typisierungen auf den Bereich der darstellenden Kunst.

„Die historiologische Frage ist ja die nach der zeitlichen Spannung der Lebensmächte, inwiefern die symbolisierende oder praktische oder theoretische Vernunft in der Antithese zu einer Kulturkrisis eine neu Stileinheit geschaffen hat, von deren Vorrang aus die andern bestimmt werden. So leistet die praktische Vernunft als Herrschaftswissen den Sprung von der Stammesgeschichte zur Hochkultur, die theoretische die philosophische Vollkultur und die symbolisierende die Stifterreligionen.“

Dempf zählte zu seinen Schülern Ingeborg Bachmann, Walter Böhm, Henry Deku, Hermann Krings, Bernhard Lakebrink, Wolfgang Markus, Friedrich Mordstein, Gustav Siewerth und Rainer Specht. Ingeborg Bachmann hatte zunächst bei dem wertkonservativen Dempf eine Promotion zum Typus des Heiligen geplant, diesen Versuch aber aus nicht zu klärenden Gründen abgebrochen.
Alois Dempf war ab 1972 in zweiter Ehe mit Christa Dempf-Dulckeit (1911–2004), geborene von Arnim, verheiratet. Nach seinem Tod in Eggstätt wurde er auf dem Hernalser Friedhof in Wien beigesetzt.

## Ehrungen
- 1961: Bayerischer Verdienstorden
- 1966: Großes Verdienstkreuz der Bundesrepublik Deutschland

## Schriften
- Der Wertgedanke in der Aristotelischen Ethik und Politik. Diss. 1922 (Aus dem Nachlass, VWGÖ, Wien 1989)
- Weltgeschichte als Tat und Gemeinschaft. Eine vergleichende Kulturphilosophie. Niemeyer, Halle 1924
- Die Hauptform mittelalterlicher Weltanschauung. Eine geisteswissenschaftliche Studie über die Summa. Oldenbourg, München 1925
- Das Unendliche in der mittelalterlichen Metaphysik und in der Kantischen Dialektik. Aschendorff, Münster 1926
- Ethik des Mittelalters. Oldenbourg, München 1927
- Sacrum Imperium. Geschichtsschreibung und Staatsphilosophie des Mittelalters und der politischen Renaissance. Oldenbourg, München 1929 (2. Aufl. 1954 mit einem Vorwort)
- Metaphysik des Mittelalters. Oldenbourg, München 1930
- Kulturphilosophie. Oldenbourg, München 1932
- Görres spricht zu unserer Zeit. Der Denker und sein Werk. Herder, Freiburg 1933
- Meister Eckhart. Eine Einführung in sein Werk. Hegner, Leipzig 1934
- Die Glaubensnot der deutschen Katholiken. Roland, Zürich 1934 (unter dem Pseudonym Michael Schäffler)
- Kierkegaards Folgen. Hegner, Leipzig 1935
- Religionsphilosophie. Hegner, Wien 1937
- Christliche Staatsphilosophie in Spanien. Pustet, Salzburg 1937
- Christliche Philosophie. Der Mensch zwischen Gott und der Welt. Verl. Bonner Buchgem, Bonn 1938 (2. Aufl. 1952 mit einer Widmung)
- Albert Erhard. Der Mann und das Werk in der Geistesgeschichte um die Jahrhundertwende. Alsatia, Colmar 1944
- Die drei Laster. Dostojewskis Tiefenpsychologie. Alber, München 1946
- Selbstkritik der Philosophie und eine vergleichende Philosophiegeschichte im Umriß. Herder, Wien 1947
- Theoretische Anthropologie. Leo Lehnen, München 1950
- Die Weltidee. Johannes Verl. Einsiedeln 1955
- Die Einheit der Wissenschaft. Kohlhammer, Stuttgart 1955
- Kritik der Historischen Vernunft. Oldenbourg, München 1957
- Weltordnung und Heilsgeschichte. Johannes Verl. Einsiedeln 1958
- Die unsichtbare Bilderwelt. Eine Geistesgeschichte der Kunst. Benziger, Zürich 1959
- Geistesgeschichte der altchristlichen Kultur. Kohlhammer, Stuttgart 1964
- Religionssoziologie der Christenheit. Zur Typologie christlicher Gemeinschaftsbildungen. Oldenbourg, München 1972
- Selbstdarstellung. In: Philosophie in Selbstdarstellungen. L.J. Pongratz, Band I. Meiner, Hamburg 1975.
- Metaphysik. Versuch einer problemgeschichtlichen Synthese. Rodopi, Amsterdam 1986 (aus dem Nachlass fertiggestellt von Christa Dempf-Dulckeit)